# Taranis moerchii
Taranis moerchii is een slakkensoort uit de familie van de Raphitomidae. De wetenschappelijke naam van de soort is voor het eerst geldig gepubliceerd in 1861 door Malm.